# 八戸市立西園小学校
八戸市立西園小学校（はちのへしりつ にしぞのしょうがっこう）は、青森県八戸市大字尻内町にある公立小学校。2023年（令和5年）度の児童数は238名。

## 沿革
- 1986年（昭和61年）4月1日 - 開校。
- 1991年（平成3年）8月28日 - プール竣工、プール開き。
- 2005年（平成17年）10月7日 - 創立20周年記念式典挙行。
- 2015年（平成27年）10月31日 - 創立30周年記念式典挙行し、記念祝賀会開催。

## 学区
- 尻内・一番町・JR前河原・穂園町・東一番町・東二番町[2]

## アクセス
- JR東日本・青い森鉄道八戸駅（東口）から、
  - 八戸市営バス・南部バス
    - 「二日市」バス停下車後、徒歩約260m・約4分。
    - 「合同庁舎前」バス停下車後、徒歩約340m・約5分。

  - 徒歩で、約1.13km・約17分（最短ルート移動した場合）。
  - 車で、約1.5km・約3分。
- 八戸自動車道
  - 八戸西スマートICから、車で約3.2km・約6分（国道454号経由）。
    - ETC非搭載車は、下記八戸ICを利用する。

  - 八戸ICから、車で約4.9km・約10分。

## 周辺
- はちのへ温泉旅館（2022年5月末閉店[3]）
- 国道454号
- 八戸合同庁舎本館
- 三戸地方保健所
- 八戸児童相談所
- 八戸西郵便局
- ローソン八戸西郵便局前店
- 青森テレビ八戸支社